# Satupa'itea
Satupa'itea è un distretto delle Samoa. Comprendente parte dell'isola Savai'i, ha una popolazione (Censimento 2016) di 5.261. Il capoluogo è Satupa'itea.